# Palaeometopius eocenicus
Palaeometopius eocenicus är en stekelart som beskrevs av Menier, Nel, Waller och De Ploeg 2004. Palaeometopius eocenicus ingår i släktet Palaeometopius och familjen brokparasitsteklar. Inga underarter finns listade i Catalogue of Life.